# Internal Security Act
Der Internal Security Act (Act No. 74 of 1982), deutsch etwa: „Gesetz zur inneren Sicherheit“, auch Act to provide for the security of the State and the maintenance of law and order; and to provide for matters connected therewith (etwa „Gesetz zur Bereitstellung der Staatssicherheit und der Aufrechterhaltung von Recht und Gesetz, und zur Bereitstellung von damit verbundenen Angelegenheiten“) war ein wesentliches Element in der südafrikanischen Gesetzgebung in der Zeit der Apartheid.

## Geschichte
Das Gesetz wurde am 1. Juni 1982 von der südafrikanischen Nationalversammlung verabschiedet wurde und trat am 2. Juli 1982 in Kraft. 
Es ersetzte mehrere frühere Gesetze zur inneren Sicherheit, darunter den Suppression of Communism Act von 1950, Teile des Riotous Assemblies Act (17/1956) von 1956, den Unlawful Organisations Act (34/1960) von 1960, den Terrorism Act von 1967 und den Internal Security Amendment Act (Act No. 79 of 1976). Es gab der Apartheid-Regierung über das bisherige Maß hinaus weitreichende Möglichkeiten, Organisationen, Veröffentlichungen, Personen und Versammlungen zu bannen oder einzuschränken und Personen ohne Gerichtsverfahren zu inhaftieren. Das Gesetz wurde als Folge des Abschlussberichts der Rabie-Kommission erlassen, deren Aufgabe in der Untersuchung der bestehenden Sicherheitsgesetze bestanden hatte.

## Inhalt
Section (Abschnitt) 5 betraf den Bann von Publikationen. Sections 16 und 17 sahen das Auflisten von Personen vor, die demnach keine parlamentarischen Ämter bekleiden, nicht in der Rechtsprechung tätig sein und nicht zitiert werden durften. Sections 18 bis 27 betrafen Bannorder gegen Personen. Section 28 des Gesetzes behandelte die zeitlich unbefristete „vorbeugende“ Inhaftierung. Section 29 des sah die Möglichkeit der unbefristeten Inhaftierung zwecks Verhör vor – auch in Einzelhaft –, Section 31 die Inhaftierung möglicher Zeugen. Sections 46 bis 53 behandelten Bannorder für Versammlungen.
Section 54 bezog sich auf „Terrorismus“, Section 73 erlaubte den Bann von Organisationen. 1986 wurde das Gesetz durch den Internal Security Amendment Act (Act No. 66 of 1986) ergänzt, der auch ohne Ministererlaubnis Inhaftierungen bis zu 180 Tagen erlaubte.
Für den Fall des Ausnahmezustands gab es eine eigene Gesetzgebung, die den Regierungsbehörden noch weitere Vollmachten gab. 
Die vier formal unabhängigen Homelands Transkei, Bophuthatswana, Venda und Ciskei hatten eigene Sicherheitsgesetze, die den südafrikanischen Bestimmungen weitgehend entsprachen.

## Abschaffung
Die meisten Bestimmungen des Internal Security Act wurden zwischen 1991 und 1993 durch andere Gesetze ersetzt, etwa den Internal Security and Intimidation Amendment Act von 1991, den Abolition of Restrictions on Free Political Activity Act und den Regulation of Gatherings Act, beide von 1993, und den Security Matters Rationalisation Act von 1996. Zuletzt wurde 2004 der Protection of Constitutional Democracy against Terrorist and Related Activities Act verabschiedet, der am 20. Mai 2005 in Kraft trat.